# Șciolkovo
Șciolkovo (ru. Щёлково) este un oraș din Regiunea Moscova, Federația Rusă și are o populație de 112.865 locuitori.